# Схема Кларка
Схема Кларка — схема методів, які оцінюють вторинну продукцію водних тварин як різницю між швидкістю асиміляції і дисиміляції.
В даний час існує досить багато різних способів розрахунку продукції популяцій, що, головним чином, пов'язано з різноманіттям типів росту, розмноження, особливостями життєвих циклів і тривалістю життя, що призводить до різних вікових структур популяцій.
Г. Кларк та ін. (Clarke, Edmondson, Ricker, 1946) запропонували оцінювати продукцію як різницю між швидкістю асиміляції їжі популяцією і швидкістю трат на обмін. Це спосіб майже не використовується для розрахунків, оскільки визначити швидкість сумарної асиміляції їжі в популяції досить важко, але за ним зберігається важливе загальне значення, що стає очевидним при теоретичному аналізі  продукційного процесу в системах різної складності, від особини до біоценозу.

## Виноски
1. ↑   Clarke G. L., Edmondson W. T., Ricker W. E. Mathematical formulation of biological productivity // Ecol. Momogr. — 1946. — Vol. 16. , No 3. — P. 311–391.